# Hello, Goodbye
"Hello, Goodbye" là ca khúc của ban nhạc rock người Anh The Beatles, sáng tác bởi Paul McCartney và ghi cho Lennon-McCartney. Được chọn làm mặt A cho đĩa đơn "I Am the Walrus", ca khúc được phát hành dưới dạng đĩa đơn không thuộc album vào tháng 11 năm 1967 và là sản phẩm đầu tiên của ban nhạc kể từ sau cái chết của quản lý Brian Epstein. Đĩa đơn có được thành công toàn cầu, giành được vị trí quán quân tại Mỹ, Anh, Canada, Úc và nhiều quốc gia khác.
McCartney sau này nói rằng phần ca từ tập trung khai thác chủ đề về tính lưỡng cực. Cảm hứng của ca khúc được bắt nguồn từ việc Alistair Taylor tới giúp The Beatles về việc sáng tác ca khúc, McCartney ngồi xuống bên chiếc harmonium và nói Taylor hãy ngồi phía bên kia làm bất cứ điều gì anh muốn. Ca khúc kết thúc với đoạn coda do toàn bộ ban nhạc viết nên trong quá trình thu âm ca khúc vào tháng 10 năm 1967. Không ấn tượng với ca khúc này, Lennon quyết định chọn "I Am the Walrus" làm đĩa đơn mặt A song McCartney và nhà sản xuất George Martin lại cho rằng "Hello, Goodbye" có tính thương mại cao hơn. The Beatles cho quay 3 đoạn phim quảng bá cho ca khúc, và một trong số chúng được chiếu trong chương trình The Ed Sullivan Show. Do làn sóng tẩy chay việc hát nhép tại Anh, không có một đoạn phim nào được chiếu tại quốc gia này.
"Hello, Goodbye" nhận được những đánh giá vô cùng trái chiều. Trong khi nhiều nguồn cho rằng ca khúc là một bản pop điển hình, một số khác chê bai là một sản phẩm thiếu tính đột phá so với những ca khúc cũ của The Beatles. Ca khúc sau đó được đưa vào EP soundtrack Magical Mystery Tour, và còn trong các album tuyển tập 1967–1970 và 1. McCartney sau này cũng trình diễn trực tiếp "Hello, Goodbye" kể từ tour Driving năm 2002. James Last, Bud Shank, Allen Toussaint, The Cure cùng dàn diễn viên Glee là những nghệ sĩ từng hát lại ca khúc này.

## Thành phần tham gia sản xuất
Theo Ian MacDonald:
The Beatles
- Paul McCartney – hát chính, hát nền, piano, bass, bongos, conga.
- John Lennon – hát nền, lead guitar, Hammond organ.
- George Harrison – hát nền, lead guitar.
- Ringo Starr – trống, maraca, sắc-xô.

Nghệ sĩ khách mời
- Kenneth Essex, Leo Birnbaum – viola.
- George Martin – sản xuất.
- Geoff Emerick, Ken Scott – kỹ thuật viên âm thanh.

## Xếp hạng
| Bảng xếp hạng (1967–68)           | Vị trí cao nhất |
| --------------------------------- | --------------- |
| Australian Go-Set National Top 40 | 1               |
| Austrian Singles Chart            | 2               |
| Belgian Singles Chart             | 2               |
| Canadian RPM 100                  | 1               |
| Dutch Singles Chart               | 1               |
| French SNEP Singles               | 1               |
| Irish Singles Chart               | 2               |
| Italian HitParade                 | 15              |
| Norwegian VG-lista Singles        | 1               |
| Swiss Hitparade                   | 2               |
| UK Singles Chart                  | 1               |
| US Billboard Hot 100              | 1               |
| US Cash Box Top 100               | 1               |
| West German Media Control Singles | 1               |

| Bảng xếp hạng (1968)              | Vị trí |
| --------------------------------- | ------ |
| Australian Go-Set National Top 40 | 38     |
| Austrian Singles                  | 17     |
| Belgian Singles                   | 46     |
| Canadian RPM 100                  | 30     |
| Dutch Singles                     | 60     |
| Italian HitParade                 | 80     |
| UK Singles                        | 44     |